# 天主教库亚巴总教区
天主教庫亞巴總教區（拉丁語：Archidioecesis Cuiabensis）是羅馬天主教在巴西的一個教省總教區，下轄七個教區、一個自治監督區。
1745年12月6日設教區，1910年4月5日升為總教區。總教區包括馬托格羅索州南部八市，2006年有教友724,166人，佔轄區總人口85.0%。教區下轄廿三個堂區，有七十三名司鐸。現任教區總主教為米爾頓·安多尼·桑托斯。